# Brisbane International 2012
Brisbane International 2012 — тенісний турнір у рамках Світовий Тур ATP 2012 і Тур WTA 2012 теніс, що проходив на відкритих кортах з твердим покриттям у Брисбені (Квінсленд). Взявши до уваги успіх турніру, WTA вирішила 2011 року надати йому статус Premier. Відбувся вчетверте. Тривав з 1 до 8 січня 2012 року в рамках підготовчої серії до Australian Open.

## Учасники основної сітки в рамках чоловічого турніру

### Сіяні пари
| Країна          | Гравець              | Рейтинг | Сіяний |
| --------------- | -------------------- | ------- | ------ |
| Велика Британія | Енді Маррей          | 4       | 1      |
| Франція         | Жиль Сімон           | 12      | 2      |
| Україна         | Олександр Долгополов | 15      | 3      |
| Німеччина       | Флоріан Маєр         | 23      | 4      |
| Японія          | Кей Нісікорі         | 25      | 5      |
| Чехія           | Радек Штепанек       | 28      | 6      |
| Австрія         | Юрген Мельцер        | 33      | 7      |
| Австралія       | Бернард Томіч        | 42      | 8      |

- 1 Рейтинг станом на 26 грудня 2011

### Інші учасники
Нижче наведено учасників, які отримали вайлдкард на участь в основній сітці:
- Джеймс Дакворт
- Марінко Матосевич
- Ben Mitchell

Нижче наведено гравців, які пробились в основну сітку через стадію кваліфікації:
- Джессі Лівайн
- Ігор Андрєєв
- Тацума Іто
- Джон Міллман

### Відмовились від участі
- Кевін Андерсон (knee injury)
- Джеймс Блейк (особисті причини)
- Томмі Гаас (calf injury)
- Дональд Янг (особисті причини)

### Знялись
- Флоріан Маєр (groin injury)

## Учасники основної сітки в парному розряді

### Сіяні пари
| Країна   | Гравець              | Країна    | Гравець         | Рейтинг1 | Сіяна |
| -------- | -------------------- | --------- | --------------- | -------- | ----- |
| Білорусь | Макс Мирний          | Канада    | Деніел Нестор   | 4        | 1     |
| Австрія  | Юрген Мельцер        | Німеччина | Філіпп Пецшнер  | 12       | 2     |
| Швеція   | Роберт Ліндстедт     | Румунія   | Горія Текеу     | 14       | 3     |
| Пакистан | Айсам-уль-Хак Куреші | Кюрасао   | Жан-Жульєн Роєр | 16       | 4     |

- 1 Рейтинги станом на 26 грудня 2011

### Інші учасники
Нижче наведено пари, які отримали вайлдкард на участь в основній сітці:
- Меттью Ебден /  Кріс Гуччоне
- Greg Jones /  Марінко Матосевич

### Відмовились від участі
- Томмі Гаас (calf injury)

## Учасниці основної сітки в рамках жіночого турніру

### Сіяні пари
| Country    | Гравчиня               | Рейтинг | Посіяна |
| ---------- | ---------------------- | ------- | ------- |
| Австралія  | Саманта Стосур         | 6       | 1       |
| Німеччина  | Андреа Петкович        | 10      | 2       |
| Італія     | Франческа Ск'явоне     | 11      | 3       |
| США        | Серена Вільямс         | 12      | 4       |
| Бельгія    | Кім Клейстерс          | 13      | 5       |
| Сербія     | Єлена Янкович          | 14      | 6       |
| Росія      | Анастасія Павлюченкова | 16      | 7       |
| Словаччина | Домініка Цібулкова     | 18      | 8       |

- 1 Рейтинг станом на 26 грудня 2011

### Інші учасниці
Нижче наведено учасниць, які отримали вайлдкард на участь в основній сітці:
- Кейсі Деллаква
- Олівія Роговська

Нижче наведено гравчинь, які пробились в основну сітку через стадію кваліфікації:
- Ваня Кінґ
- Ніна Братчикова
- Віра Душевіна
- Олександра Панова

### Відмовились від участі
- Марія Шарапова (травма гомілковостопного суглобу)

### Знялись
- Кім Клейстерс (травма лівого кульшового суглобу)
- Полона Герцог (low травма спини)
- Ксенія Первак (migraine)
- Серена Вільямс (left ankle sprain)

## Учасниці основної сітки в парному розряді

### Сіяні пари
| Країна            | Гравчиня               | Країна    | Гравчиня              | Рейтинг1 | Сіяна |
| ----------------- | ---------------------- | --------- | --------------------- | -------- | ----- |
| ПАР               | Наталі Грандін         | Чехія     | Владіміра Угліржова   | 47       | 1     |
| Чехія             | Івета Бенешова         | Чехія     | Барбора Стрицова      | 51       | 2     |
| Китайський Тайбей | Сє Шувей               | Казахстан | Галина Воскобоєва     | 66       | 3     |
| Іспанія           | Нурія Льягостера Вівес | Іспанія   | Аранча Парра Сантонха | 66       | 4     |

- 1 Рейтинги станом на 26 грудня 2011

### Інші учасниці
Нижче наведено пари, які отримали вайлдкард на участь в основній сітці:
- Ешлі Барті /  Кейсі Деллаква
- Домініка Цібулкова /  Жанетта Гусарова
- Єлена Янкович /  Андреа Петкович

Наведені нижче пари отримали місце як заміна:
- Ніна Братчикова /  Крістіна Младенович

### Відмовились від участі
- Полона Герцог (low травма спини)

## Переможці та фіналісти

### Одиночний розряд, чоловіки
Енді Маррей —  Олександр Долгополов, 6–1, 6–3
- Для Маррея це був 1-й титул за рік і 22-й — за кар'єру.[1]

### Одиночний розряд, жінки
Кая Канепі —  Даніела Гантухова, 6–2, 6–1
- Для Канепі це був 1-й титул за рік і 2-й — за кар'єру.

### Парний розряд, чоловіки
Макс Мирний /  Деніел Нестор —  Юрген Мельцер /  Філіпп Пецшнер, 6–1, 6–2

### Парний розряд, жінки
Нурія Льягостера Вівес /  Аранча Парра Сантонха —  Ракель Копс-Джонс /  Абігейл Спірс,
7–6(7–2), 7–6(7–2)